# Leonel Mário d'Alva
Leonel Mário d'Alva, né en 1935, est un homme politique santoméen, membre du Mouvement pour la libération de Sao Tomé-et-Principe – Parti social-démocrate.
Tour à tour Premier ministre du territoire autonome portugais de Sao Tomé-et-Principe du 21 décembre 1974 au 12 juillet 1975, puis ministre des Affaires étrangères et président de l'Assemblée nationale, il exerce les fonctions de président de la République par intérim du 4 mars au 3 avril 1991.
Après l'abandon du système à parti unique, il participe à la fondation du Parti de convergence démocratique – Groupe de réflexion en 1990.